# Prakšice

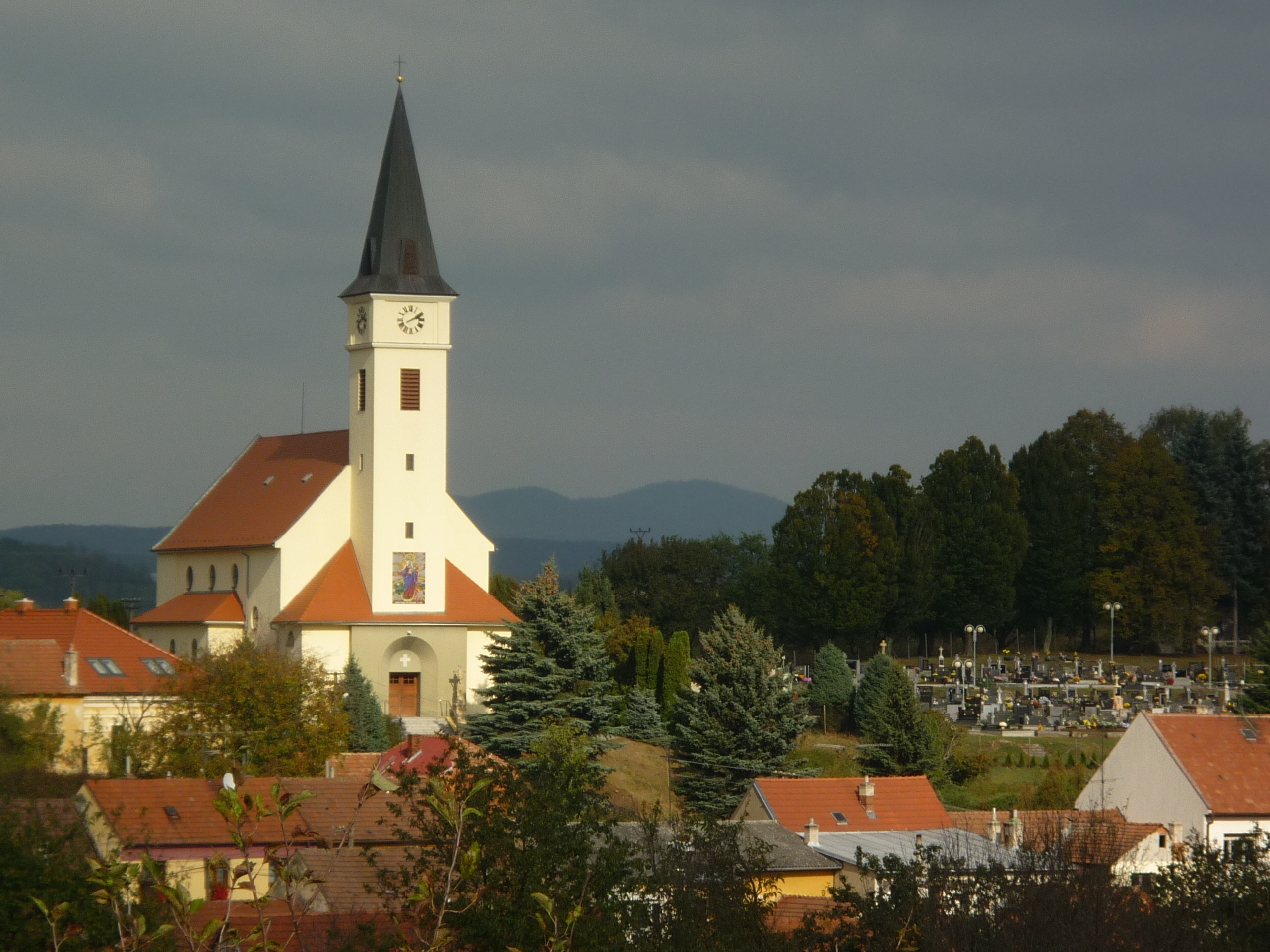
Kirche Christus König

Prakšice (deutsch Prakschitz) ist eine Gemeinde in Tschechien. Sie liegt fünf Kilometer nördlich von Uherský Brod und gehört zum Okres Uherské Hradiště.

## Geographie
Prakšice befindet sich im Hügelland Prakšická vrchovina am Rande des gleichnamigen Naturparks. Das Dorf liegt linksseitig der Holomňa am Unterlauf des Baches Prakšický potok. Nördlich erheben sich der Obce (336 m) und Kopec (341 m), im Nordosten der Březí (376 m), östlich der Barák (383 m), im Südosten der Zmoly (347 m), südlich die Skákavka (326 m), im Südwesten der Myšince (352 m) und die Kamenná (303 m), westlich der Lhotský kopec (330 m) und die Rovná hora (350 m) sowie Vrchovina (331 m) im Nordwesten.
Nachbarorte sind Částkov und Grefty im  Norden, Pašovice und Maršov im Nordosten, Polichno im Osten, Rubaniska, Újezdec, Vinice und Těšov im Südosten, Uherský Brod und Havřice im Süden, Prakšický Mlýn, Drslavice, Lhotka und Popovice im Südwesten, Javorovec im Westen sowie Mistřice, Včelary, Bílovice und Nedachlebice im Nordwesten.

## Geschichte
Die erste schriftliche Erwähnung des zur Propstei Spytihněv gehörigen Dorfes Praxici erfolgte 1131 in einem Güterverzeichnis des Bistums Olmütz. Nach den Einfällen der Goldenen Horde von 1241 und der im Sold des Ungarnkönigs Béla IV. stehenden kumanischen Horde im Jahre 1253 war die Gegend entvölkert. Im Jahre 1256 übergab Bischof Bruno von Schauenburg den verödeten Slavičíner Sprengel mit Ausnahme von Bílovice und Biskupice dem Ritter Helembert von Thurn auf dessen Gesuch als Lehn und gewährte diesem eine achtjährige Frist für die Wiederbesiedlung der verlassenen Dörfer. Im Jahre 1389 wurde das Dorf als Prakschicz, 1446 als Prasicz und 1481 als Prakssycze bezeichnet. Zu Beginn des 15. Jahrhunderts besaßen die Vladiken von Malenovice das Lehngut Prakschicz. Zwischen 1417 und 1441 verwendete Markvart von Malenovice das Prädikat von Prakschicz und 1442 Wenzel von Malenovice. Nach dem böhmisch-ungarischen Krieg entstand in Prakschicz eine Feste. Im Jahre 1515 erwarb Hynek von Zástřizl das Lehngut Prakschicz. Er schloss seine weiteren Güter Pašovice, Dobrkovice und Hřivínův Újezd damit zusammen und machte Prakschicz zum Sitz des neuen Familienzweiges der Zástřizl von Prakšice (Prakšičtí ze Zástřizl). 1520 erbte Jiří Prakšický von Zástřizl den Besitz. Im Jahre 1538 verkaufte er sämtliche Güter seiner Schwester Kunigunde von Korotín. Noch im selben Jahre erwarben Jiřís Söhne Oneš und Adam die Güter Ořechov und Pašovice. 1572 übereignete Adam Prakšický von Zástřizl die Herrschaft Ořechov mit allem Zubehör seinem Neffen Proček. Mit Proček Prakšický von Zástřizl, der 1597 mittellos verstarb, erlosch die Linie der Zástřizl von Prakšice im Mannesstamme. Bis 1603 saßen noch Angehörige der Zástřizl von Prakšice auf der Feste, danach folgte Johann Biberstein von Bogisow. Im Jahre 1620 bestanden 81 Scheffel Weinberge, im Hufenregister von 1671 sind nur noch 21 ausgewiesen. Zu den weiteren Besitzern gehörten um 1641 Johann Friedrich Sak von Bohunowic, bis 1660 Paul von Holler, danach Johann Max von Schönkirch, der das Lehen umgehend an Johann Tengelott von Valtelin verkaufte. 1684 erwarb Alexander Winkler von Winklersberg Prakschicz für 5000 Gulden. Nach dem Tode von Johann Ignaz von Winklersberg fiel das Lehen 1747 heim und wurde für 20.000 Gulden an Wenzel Anton Kaunitz ausgereicht, der es an seine Herrschaft Uherský Brod anschloss. Nachfolgend wurde die Feste abgebrochen und an ihrer Stelle Wirtschaftsgebäude angelegt. Der Weinbau erreichte zu dieser Zeit seine Blüte. Bis zur Mitte des 19. Jahrhunderts blieb Prakschicz immer nach Uherský Brod untertänig. Prakschicz und Biskupice waren die einzigen Güter in der Gegend, die bis zum Ende des 19. Jahrhunderts über sechseinhalb Jahrhunderte stets Lehen des Bistums waren. Besitzer der Güter waren bis ins 20. Jahrhundert die Grafen von Kaunitz.
Nach der Aufhebung der Patrimonialherrschaften bildete Prakšice / Prakschitz ab 1850 eine Gemeinde in der Bezirkshauptmannschaft Uherský Brod. 1859 wurde die alte hölzerne St.-Wenzels-Kapelle auf dem Friedhof abgebrochen und durch eine gemauerte größere ersetzt, die der Jungfrau Maria geweiht wurde. Der Weinbau erlosch in der zweiten Hälfte des 19. Jahrhunderts infolge einer Pilzkrankheit. 1898 sicherte der Olmützer Erzbischof Theodor Kohn anlässlich eines Besuches in Prakšice, den Bewohnern seine Unterstützung bei der Errichtung einer Pfarre zu. Das Dorf hatte im Jahre 1900 887 Einwohner, von denen 883 Katholiken waren. In den Jahren 1902–1903 ließ die Gemeinde ein Pfarrhaus errichten. 1906 wurden Prakšice und Pašovice von der Pfarre Uherský Brod abgetrennt und mit František Dvořáček ein eigener Pfarrer in Prakšice eingesetzt. Pfarrer Dvořáček gründete 1907 in Prakšice eine Sparkasse und eine Raiffeisengenossenschaft, der er anfänglich auch vorstand. Ein 1936 unternommener Versuch zur Wiederaufnahme des Weinbaus blieb erfolglos. Zwischen dem 26. April und 30. April 1945 lag das Dorf während der Bratislava-Brno-Operation an der Front. Von den Kämpfen zwischen der Wehrmacht sowie der Roten und Rumänischen Armee wurden eine Vielzahl von Dächern und der Kirchturm durch Granateneinschläge beschädigt. Die Schäden wurden auf 7 Millionen Kronen geschätzt, darin war jedoch nicht das Gräflich Kaunitzsche Gut einberechnet worden. Zwischen 1947 und 1949 wurde der neue Friedhof angelegt. Nach der Verhaftung des Olmützer Weihbischofs Stanislav Zela floh der Pfarrer Jan Dubský im Juli 1950 zusammen mit weiteren Geistlichen aus der Tschechoslowakei; eine kleine Gruppe von Einwohnern wurde infolgedessen wegen Fluchthilfe zu hohen Haftstrafen verurteilt. Im Jahre 1961 wurde die Gemeinde dem Okres Uherské Hradiště zugeordnet. Prakšice führt ein Wappen und Banner.

## Ortsgliederung
Für die Gemeinde Prakšice sind keine Ortsteile ausgewiesen. Zu Prakšice gehören die Ansiedlungen Grefty und Vinohrady sowie die Einschicht Prakšický Mlýn.

## Sehenswürdigkeiten
- Pfarrkirche Christus König, geweiht 1941
- Holzbirne, Baumdenkmal
- Teich Prakšický rybník, westlich des Dorfes an der Holomňa

## Persönlichkeiten
- Jan Dubský (1908–1962), katholischer Geistlicher, er wirkte von 1937 bis 1950 als Pfarrer in Prakšice und ab 1952 als Missionar und Pfarrer in der Diözese Bismarck in North Dakota. Dubský war von 1957 bis 1960 Vorsitzender der Exilorganisation des Orel, Svatováclavské župy. Im Exil publizierte er unter dem Pseudonym P. Jan Oráč.